# Challenger Città di Lugano 2024
Il Challenger Città di Lugano 2024 è stato un torneo maschile tennis professionistico. È stata la 4ª edizione del torneo, facente parte della categoria Challenger 75 nell'ambito dell'ATP Challenger Tour 2024, con un montepremi di 73 000 €. Si è giocato dal 4 al 10 marzo 2024 sui campi in cemento indoor del Padiglione Conza di Lugano, in Svizzera.

## Partecipanti

### Teste di serie
| Nazionalità | Giocatore                  | Ranking* | Testa di serie |
| ----------- | -------------------------- | -------- | -------------- |
| Belgio      | Zizou Bergs                | 123      | 1              |
| Finlandia   | Otto Virtanen              | 131      | 2              |
| Moldavia    | Radu Albot                 | 152      | 3              |
| Svizzera    | Leandro Riedi              | 160      | 4              |
| Kazakistan  | Michail Kukuškin           | 165      | 5              |
| Francia     | Pierre-Hugues Herbert      | 166      | 6              |
| Francia     | Giovanni Mpetshi Perricard | 170      | 7              |
| Regno Unito | Jan Choinski               | 173      | 8              |

* Ranking al 26 febbraio 2024.

### Altri partecipanti
I seguenti giocatori hanno ricevuto una wild card per il tabellone principale:
- Rémy Bertola
- Mika Brunold
- Johan Nikles

I seguenti giocatori sono entrati in tabellone come special exempt:
- Michail Kukuškin
- Coleman Wong

Il seguente giocatore è entrato in tabellone come alternate:
- Stefano Travaglia

I seguenti giocatori sono passati dalle qualificazioni:
- Cem İlkel
- Hsu Yu-hsiou
- Henri Squire
- Ričardas Berankis
- Arthur Gea
- Daniel Masur

Il seguente giocatore è entrato in tabellone come lucky loser:
- Yuta Shimizu

## Punti e montepremi
| Torneo    | Torneo              | V     | F     | SF    | QF    | 2T    | 1T  | Q | Q2  | Q1  |
| Singolare | Punti               | 75    | 44    | 22    | 12    | 6     | 0   | 4 | 2   | 0   |
| Singolare | Premi in denaro (€) | 9,880 | 5,820 | 3,450 | 2,000 | 1,165 | 720 | – | 360 | 185 |
| Doppio    | Punti               | 75    | 44    | 22    | 12    | –     | 0   | – | –   | –   |
| Doppio    | Premi in denaro (€) | 4,250 | 2,450 | 1,480 | 880   | –     | 500 | – | –   | –   |

## Campioni

### Singolare
Otto Virtanen ha sconfitto in finale  Daniel Masur con il punteggio di 6(4)–7, 6–4, 7–6(3).

### Doppio
Sander Arends /  Sem Verbeek hanno sconfitto in finale  Constantin Frantzen /  Hendrik Jebens con il punteggio di 6(9)–7, 7–6(1), [10–8].